# Tune Up!
Tune Up! je německá hudební skupina produkující ve stylu trance, je složená z DJ Maniana a Yanna Peifera (známého jako Yanou), takže je to to samé složení jako Cascada. Původně byl členem ještě Markus Beilke, známý pod pseudonymem Triffid, ale ten skupinu brzy po vzniku opustil. Skupina je známá především pro své písně Ravers Fantasy, Bass Test, Feel Fine nebo Bounce nahranou společně s Another Day, které je velmi populární na YouTube.

## Discografie
Skladby:
- Basstest (vydáno v srpnu 2003)
- Raver's Fantasy / Start The Game (vydáno 1. října 2004)
- Forever Young / Another Day (vydáno v dubnu 2005)
- Feel Fine / Have You Ever Been Mellow (vydáno 13. února 2006)
- Rhythm & Drums / Bounce (vydáno 24. dubna 2006)
- Tune Up! & Friends EP (vydáno 22. ledna 2007 ve spolupráci s Dj E-Maxxem a ItaloBrothers)
- Dance Dance (vydáno Andym Lopezem ve formátu mp3 6. května 2007)